# C-41
C-41 är en process för framkallning av negativ färgfilm, som har efterträtt den äldre C-22-processen. C-41 (Kodak) är även känd under namnen CN-16 (Fuji), CNK-4 (Konica) och AP-70 (Agfa).